# Calyxochaetus metatarsalis
Calyxochaetus metatarsalis är en tvåvingeart som beskrevs av Robinson 1966. Calyxochaetus metatarsalis ingår i släktet Calyxochaetus och familjen styltflugor. Inga underarter finns listade i Catalogue of Life.